# 長庚大學

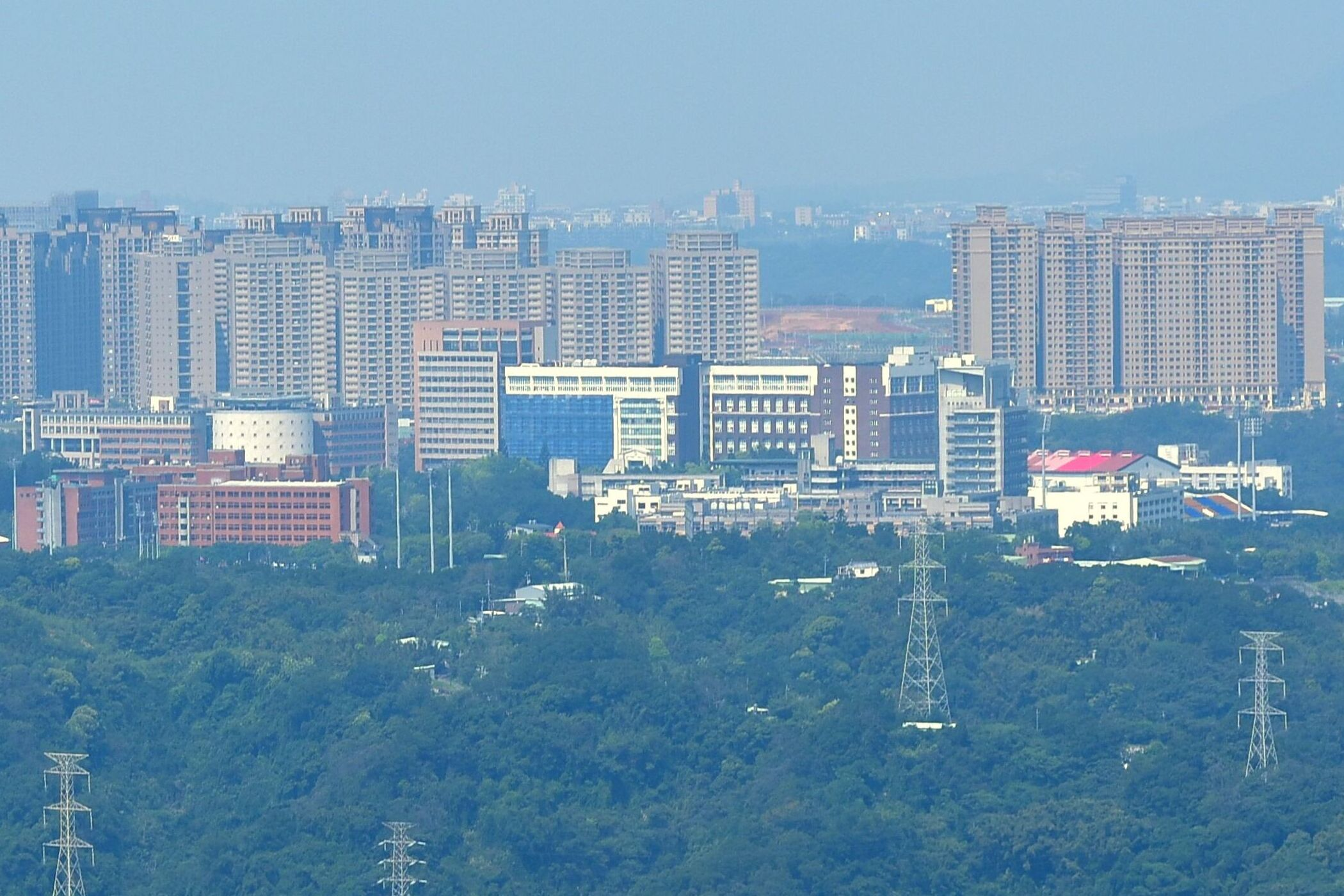
長庚大學校園

長庚大學，是位於臺灣桃園市龜山區的私立大學，前身長庚醫學院，由台塑企業創辦人王永慶於1987年設立。1997年8月由長庚醫學暨工程學院改制長庚大學。

## 象徵

### 校訓

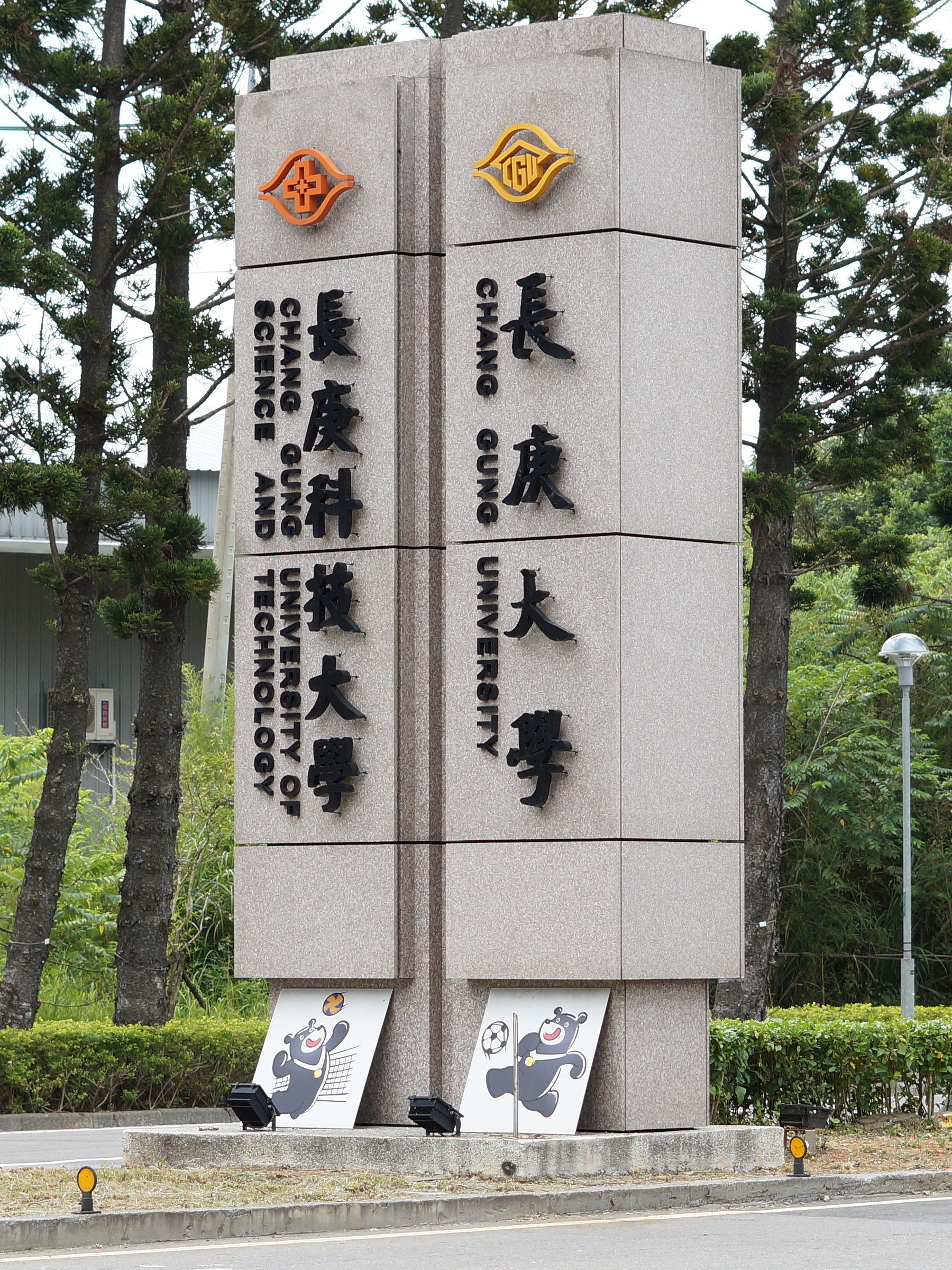
長庚大學與長庚科技大學校徽石碑

「勤勞樸實」，貫徹「理論與實務結合」之教學理念，實事求是，精益求精，是台塑企業的創業精神，也是台塑關係企業所捐贈創設之三所大學長庚大學、明志科技大學、長庚科技大學的共同校訓及教育理念。由於是企業辦學，本校創辦人以他對此傳統美德身體力行和從根本作起的成功經驗，期勉三校學子勤勉奮發，務實穩健。 

### 校歌
校歌是由王永慶作詞；徐天輝作曲。

## 歷任董事長
| 任別 | 姓名   | 任期                  |
| ---- | ------ | --------------------- |
| 1    | 王永慶 | 創校－2007年1月       |
| 2    | 楊定一 | 2007年1月－2018年11月 |
| 3    | 王文淵 | 2018年11月－至今      |

## 歷任校長
| 任別 | 姓名   | 任期                 |
| ---- | ------ | -------------------- |
| 1    | 吳德朗 | 1987年8月－1997年7月 |
| 2    | 張昭雄 | 1970年8月－1999年7月 |
| 3    | 郭南宏 | 2000年9月－2003年3月 |
| 5    | 包家駒 | 2003年9月－2021年8月 |
| 6    | 湯明哲 | 2021年9月－至今      |

## 環境

### 地理位置

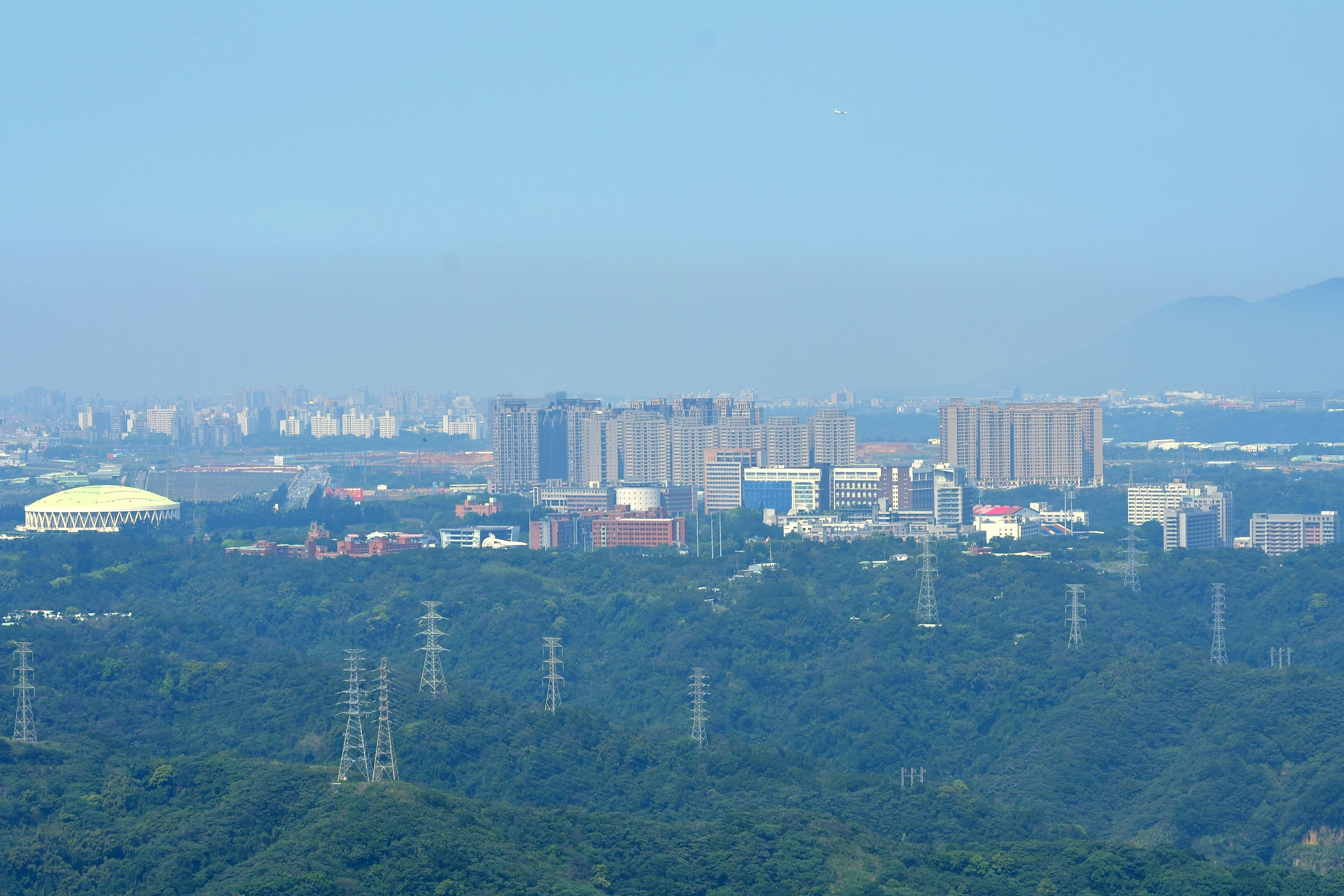
長庚大學與相鄰的長庚科技大學、國立體育大學

長庚大學地處林口台地邊陲，位於桃園市與新北市邊界，鄰近長庚科技大學、國立體育大學、林口長庚紀念醫院、桃園機場捷運體育大學站、華亞科技園區、林口工業區。

### 校園生活
建校初期，學校附近無商圈及商家，學生活動範圍通常為學校內。近年，於學生活動中心、庚心廣場、管理學院及明德樓宿舍增設屈臣氏藥妝店、眼鏡行、多家餐廳及便利商店等，提供師生便利之生活環境。學校有校車直達長庚醫院，可至長庚醫院美食街及附近商圈，增加學生活動範圍，長庚大學學生多數住宿，鄰近宿舍旁設有籃球場、網球場及運動場。
配合2017年世界大學運動會，長庚大學運動場已改建為含人工跑道之足球競賽場。
近年來學生最在意的公共議題包括爭取學生證與悠遊卡公司之合作、宿舍熱水供應時間延長、機車遮雨篷的興建、工學院教室缺乏冷氣設備、學生飲水品質不佳之疑慮。不過，校方近年已陸續回應並針對各議題召開說明會，並邀請學生共同開會商議，除了將說明會資料放置於相關單位的網頁上提供查詢，也開放校內淨水廠供媒體拍攝以解除疑慮。。

### 好漢坡
長庚大學這條連接學生宿舍與課堂教室的「好漢坡」，共252階，因宿舍區在坡下，教學區在坡上，所以除了大二到大四的女生(坡上蘊德樓)，學生每天都必須走10多分鐘上課。每一年學校運動會還舉辦好漢坡競賽，參賽者可以獲得紀念毛巾。畢業前後對它又愛又恨，滋味難以形容。

## 教學、學術研究
於2008年起至今連續多年進入由上海交通大學所公佈之世界大學學術排名（簡稱ARWU）前六百名單，2012年與2013年曾進入前400大。ARWU選用的指標有「高引用率教師(HiCi)數量」、「世界頂尖期刊Nature與Science之論文」、「國際級SCI、SSCI等專業期刊論文數」等，近年來以本校名義發表近10年高引用率(HiCi)期刊論文數每年約30篇，國際級專業期刊數亦逾千篇，顯示本校在研究上已獲得相當成果，並具備向上提升的基礎與實力。

### 學術排名
2013年獲評世界大學學術排名第387名，亞洲長期位於前百名內，在國內次於台灣大學、成功大學、交通大學及清華大學等大學，排名第五。全校設有醫學、工學、管理等三個學院，共三十餘個系所。目前，長庚是唯一進入「邁向頂尖大學計畫」的私立大學。在最新的世界大學網路排名中排名世界第997名，國內第15名，不過，此排名的參考價值令人質疑，評比項目大多偏向於學校網頁之檔案數目、曝光度及大小，並不能準確的判斷出本身品質的好壞，而且在此評比條件下也可能產生不少弊端。其它各項世界排名詳見網頁下方學術排名列表。
2010年前与泰晤士報合作，2010年后与U.S. News、朝鮮日報和星期日泰晤士報等合作推出。
| 排名    | 上榜学校名称     | 地区     | 综合得分 |
| ------- | ---------------- | -------- | -------- |
| 23      | 香港大学         | 香港     | 87.9     |
| 33      | 香港科技大学     | 香港     | 83.5     |
| 40      | 香港中文大学     | 香港     | 80.1     |
| 44      | 北京大学         | 中国大陆 | 78.8     |
| 48      | 清华大学         | 中国大陆 | 77.5     |
| 80      | 国立台湾大学     | 臺灣     | 69.9     |
| 90      | 復旦大学         | 中国大陆 | 68.3     |
| 95      | 香港城市大學     | 香港     | 66.9     |
| 125     | 上海交通大學     | 中国大陆 | 59.9     |
| 129     | 香港理工大學     | 香港     | 54.6     |
| 168     | 南京大學         | 中国大陆 | 53.2     |
| 170     | 浙江大學         | 中国大陆 | 52.8     |
| 186     | 中國科技大學     | 中国大陆 | 51       |
| 192     | 國立清華大學     | 臺灣     | 50.2     |
| 238     | 國立交通大學     | 臺灣     | 43.8     |
| 252     | 北京師範大學     | 中国大陆 | 42       |
| 271=    | 香港浸會大學     | 香港     | 40.9     |
| 271=    | 國立成功大學     | 臺灣     | 40.9     |
| 285=    | 國立陽明大學     | 臺灣     | 40       |
| 323     | 臺北醫學大學     | 臺灣     | 36.3     |
| 361     | 西安交通大學     | 中国大陆 | 33.5     |
| 396     | 國立臺灣科技大學 | 臺灣     | 31.4     |
| 401-450 | 哈爾濱工業大學   | 中国大陆 | --       |
| 401-450 | 國立中央大學     | 臺灣     | --       |
| 401-450 | 中國人民大學     | 中国大陆 | --       |
| 401-450 | 上海大學         | 中国大陆 | --       |
| 451-500 | 北京科技大學     | 中国大陆 | --       |
| 451-500 | 長庚大學         | 臺灣     | --       |
| 451-500 | 華中科技大學     | 中国大陆 | --       |
| 451-500 | 南開大學         | 中国大陆 | --       |
| 451-500 | 國立中山大學     | 臺灣     | --       |
| 451-500 | 國立臺灣師範大學 | 臺灣     | --       |
| 451-500 | 中山大學         | 中国大陆 | --       |
| 451-500 | 同濟大學         | 中国大陆 | --       |
| 451-500 | 武漢大學         | 中国大陆 | --       |
| 451-500 | 廈門大學         | 中国大陆 | --       |
| 551-600 | 國立政治大學     | 臺灣     | --       |
| 551-600 | 東南大學         | 中国大陆 | --       |
| 601+    | 天主教輔仁大學   | 臺灣     | --       |
| 601+    | 國立中興大學     | 臺灣     | --       |
| 601+    | 山東大學         | 中国大陆 | --       |

中国校友会网（2012年）星级排名——两岸四地一流大学
| 星级排名 | 地区           | 上榜学校名称     |
| -------- | -------------- | ---------------- |
| 6★       | 香港           | 香港大学         |
| 6★       | 香港           | 香港中文大学     |
| 6★       | 臺灣           | 国立台湾大学     |
| 6★       | 中国大陆北京   | 清华大学         |
| 6★       | 中国大陆北京   | 北京大学         |
| 5★       | 香港           | 香港科技大学     |
| 5★       | 臺灣           | 國立成功大學     |
| 5★       | 臺灣           | 國立清華大學     |
| 5★       | 臺灣           | 國立交通大學     |
| 5★       | 臺灣           | 國立政治大學     |
| 5★       | 臺灣           | 國立中央大學     |
| 5★       | 臺灣           | 輔仁大學         |
| 5★       | 臺灣           | 長庚大學         |
| 5★       | 中国大陆北京   | 中国人民大学     |
| 5★       | 中国大陆北京   | 北京师范大学     |
| 5★       | 中国大陆北京   | 北京航空航天大学 |
| 5★       | 中国大陆北京   | 中国农业大学     |
| 5★       | 中国大陆北京   | 北京理工大学     |
| 5★       | 中国大陆天津   | 南开大学         |
| 5★       | 中国大陆天津   | 天津大学         |
| 5★       | 中国大陆上海   | 复旦大学         |
| 5★       | 中国大陆上海   | 上海交通大学     |
| 5★       | 中国大陆上海   | 同济大学         |
| 5★       | 中国大陆上海   | 华东师范大学     |
| 5★       | 中国大陆浙江   | 浙江大学         |
| 5★       | 中国大陆江蘇   | 南京大学         |
| 5★       | 中国大陆江蘇   | 东南大学         |
| 5★       | 中国大陆山東   | 山东大学         |
| 5★       | 中国大陆福建   | 厦门大学         |
| 5★       | 中国大陆廣東   | 中山大学         |
| 5★       | 中国大陆吉林   | 吉林大学         |
| 5★       | 中国大陆遼寧   | 大连理工大学     |
| 5★       | 中国大陆黑龍江 | 哈尔滨工业大学   |
| 5★       | 中国大陆安徽   | 中國科學技術大學 |
| 5★       | 中国大陆湖北   | 武汉大学         |
| 5★       | 中国大陆湖北   | 华中科技大学     |
| 5★       | 中国大陆湖南   | 中南大学         |
| 5★       | 中国大陆四川   | 四川大学         |
| 5★       | 中国大陆陝西   | 西安交通大学     |
| 5★       | 中国大陆陝西   | 西北工业大学     |
| 5★       | 中国大陆甘肅   | 兰州大学         |

中国校友会网（2012年）星级排名——港澳台最佳私立大学
| 星级排名 | 地区     | 上榜学校名称    |
| -------- | -------- | --------------- |
| 5★       | 臺灣新北 | 輔仁大學        |
| 5★       | 臺灣桃園 | 長庚大學        |
| 4★       | 香港     | 香港樹仁大學    |
| 4★       | 臺灣桃園 | 元智大學        |
| 4★       | 臺灣台北 | 東吳大學 (台灣) |
| 4★       | 臺灣新北 | 淡江大學        |
| 4★       | 臺灣桃園 | 中原大學        |
| 4★       | 臺灣高雄 | 高雄醫學大學    |
| 4★       | 臺灣台中 | 東海大學 (台灣) |

- QS大學排名[13]

| 年度   | QS亞洲大學排名 |
| ------ | -------------- |
| 2010年 | 89             |
| 2011年 | 89             |
| 2012年 | 92             |
| 2013年 | 93             |
| 2015年 | 81             |
| 2016年 | 78             |
| 2017年 | 122            |
| 2018年 | 132            |
| 2019年 | 156            |
| 2020年 | 165            |
| 2021年 | 177            |

| 年度   | QS世界大學排名 |
| ------ | -------------- |
| 2012年 | 451-500        |
| 2013年 | 501-550        |
| 2014年 | 431            |
| 2015年 | 461            |
| 2016年 | 443            |
| 2017年 | 441-450        |
| 2018年 | 481-490        |
| 2019年 | 429            |
| 2020年 | 484            |
| 2021年 | 493            |

- 泰晤士報Elsevier大學排名[14]

| 年度        | Elsevier世界大學排名 |
| ----------- | -------------------- |
| 2015-2016年 | 601-800              |

- 世界大學學術排名[15]

“世界大学学术排名”（Academic Ranking of World Universities，简称ARWU）是由上海交通大学高等教育研究院（前身为高等教育研究所）世界一流大学研究中心的研究人员独立研究完成的，于2003年通过网站首次公布，随后每年更新。
| 年度   | 世界大學排名 |
| ------ | ------------ |
| 2008年 | 402-503      |
| 2009年 | 402-501      |
| 2010年 | 401-500      |
| 2011年 | 401-500      |
| 2012年 | 301-400      |
| 2013年 | 301-400      |
| 2014年 | 401-500      |
| 2015年 | 401-500      |
| 2016年 | 301-400      |
| 2017年 | 301-400      |
| 2018年 | 401-500      |
| 2019年 | 501-600      |
| 2020年 | 501-600      |

世界大學學術領域排名
| 年分   | 領域                 | 世界大學排名 |
| ------ | -------------------- | ------------ |
| 2012年 | 臨床醫學與藥學(醫科) | 101-150      |
| 2013年 | 臨床醫學與藥學(醫科) | 101-150      |
| 2014年 | 臨床醫學與藥學(醫科) | 151-200      |
| 2015年 | 臨床醫學與藥學(醫科) | 151-200      |

世界大學學科排名
| 年分   | 領域       | 世界大學排名 |
| ------ | ---------- | ------------ |
| 2013年 | 計算機科學 | 151-200      |

- ESI論文數世界排名[16]

| 年度   | 論文數全球排名 | 引用數全球排名 |
| ------ | -------------- | -------------- |
| 2007年 | 800            | 1195           |
| 2008年 | 668            | 998            |
| 2009年 | 666            | 871            |
| 2010年 | 548            | 788            |
| 2011年 | 501            | 742            |

- 進入ESI學門排名世界前1%

依據高等教育評鑑中心公布的國內大學ESI學門排名（2011年）顯示，全台灣僅42校進入ESI學門排名,進入ESI排名即表示該學門學術水準進入世界前1%。長庚進入ESI全球排名之學門三大領域:臨床醫學、工程、生物與生化,進入 ESI 世界機構排名前 1%,領域數全國排名第九。

2011年

| 學門       | 論文數全球排名 | 引用數全球排名 | 論文數亞洲排名 | 引用數亞洲排名 |
| ---------- | -------------- | -------------- | -------------- | -------------- |
| 臨床醫學   | 199            | 431            | 29             | 55             |
| 工程       | 654            | 994            | 212            | 293            |
| 生物與生化 | 497            | 678            | 112            | 134            |

- WOS 期刊論文統計表(2002-2006)[17]

財團法人高等教育評鑑中心基金會 公佈之WOS（Web of Science）排名，為國內大專院校2002年至2006年在20個學門中研究論文之質量指標，其中20個學門皆屬於自然科學與工程類學門，長庚大學共有9個學門進入排名。其中臨床醫學、神經科學與行為學排名第二，僅次於台灣大學
| 學門               | 總篇數國內排名 | 引用數國內排名 |
| ------------------ | -------------- | -------------- |
| 電機               | 15             | 18             |
| 化工               | 12             | 13             |
| 臨床醫學           | 2              | 2              |
| 分子生物學與遺傳學 | 3              | 3              |
| 生物學             | 5              | 4              |
| 免疫學與微生物學   | 2              | 3              |
| 神經科學與行為學   | 2              | 2              |
| 藥理與毒理         | 6              | 7              |
| 精神病學/心理學    | 3              | 3              |

- ＵＲＡＰ世界大學排名<refＵＲＡＰ世界大學排名 （页面存档备份，存于）</ref>

土耳其中東科技大學（Middle East Technical University）學術機構於2010年發布以學術表現為主的大學排名（University Ranking by Academic Performance）。URAP世界大學排名涵蓋了全球約10%的高等教育機構，是世界上最具有綜合性的大學排名系统之一。
| 年度        | 世界大學排名 | 國內排名 |
| ----------- | ------------ | -------- |
| 2010-2011年 | 420          | 6        |
| 2011-2012年 | 370          | 5        |
| 2012-2013年 | 349          | 5        |
| 2013-2014年 | 343          | 5        |
| 2014-2015年 | 389          | 5        |
| 2015-2016年 | 403          | 5        |

## 學術單位
長庚大學現有醫學、工學、管理、智慧運算 4 個學院，目前招生系所有 19 個學系與 23 個碩士班、1 個碩士學位學程、3 個碩士在職專班、8 個博士班及1個博士學位學程。

### 學士班
| 醫學院 | 醫學系               | 護理學系               |
| 醫學院 | 中醫學系             | 物理治療學系           |
| 醫學院 | 職能治療學系         | 呼吸治療學系           |
| 醫學院 | 醫學影像暨放射科學系 | 醫學生物技術暨檢驗學系 |
| 醫學院 | 生物醫學系           |                        |

| 工學院 | 電機工程學系       | 機械工程學系     |
| 工學院 | 化工與材料工程學系 | 電子工程學系     |
| 工學院 | 資訊工程學系       | 生物醫學工程學系 |

| 管理學院 | 醫務管理學系                             | 工商管理學系 |
| 管理學院 | 工業設計學系 媒體與傳達設計組 產品設計組 | 資訊管理學系 |

| 智慧運算學院 | 人工智慧學士學位學程 | 人工智慧學系 |

### 研究所
| 醫學院 | 護理學碩士班                                                | 醫學生物技術暨檢驗學碩士班 |
| 醫學院 | 醫學影像暨放射科學碩士班                                    | 復健科學碩士班             |
| 醫學院 | 行為科學碩士班                                              | 中醫學系天然藥物碩士班     |
| 醫學院 | 中醫學系傳統中國醫學碩士班                                  | 臨床醫學研究所             |
| 醫學院 | 生物醫學研究所 生化暨細胞分子學組 微生物學組 生理暨藥理學組 | 顱顏口腔醫學研究所         |
| 醫學院 | 早期療育研究所                                              |                            |

| 工學院 | 電機工程學系       | 機械工程學系   |
| 工學院 | 化工與材料工程學系 | 電子工程學系   |
| 工學院 | 資訊工程學系       | 光電工程研究所 |
| 工學院 | 生物醫學工程研究所 |                |

| 管理學院 | 醫務管理學系 | 工商管理學系 |
| 管理學院 | 工業設計學系 | 資訊管理學系 |

| 智慧運算學院 | 人工智慧研究所 | 健康數據科學研究所 |

### 博士班
| 醫學院 | 生物醫學研究所 生化暨細胞分子學組 微生物學組 生理暨藥理學組 生物技術組 | 臨床醫學研究所 臨床醫學組 中醫組 人工智慧組 |
| 醫學院 | 復健科學博士班                                                         |                                             |

| 工學院 | 電機工程學博士班       | 機械工程學博士班         |
| 工學院 | 化工與材料工程學博士班 | 生物醫學工程研究所博士班 |
| 工學院 | 電子工程學博士班       |                          |

| 管理學院 | 企業管理研究所 |  |

### 碩士在職班
| 碩士在職班 | 企業管理研究所在職專班（亞太營運管理組）(APEMBA)（2010年停招） | 企業管理研究所在職專班（醫務管理組）(EMBA) | 企業管理研究所在職專班（經營管理組）(EMBA)               |
| 碩士在職班 | 商管專業學院企業管理碩士學程(MBA)                              | 企業管理研究所在職專班（資訊管理組）(EMBA) | 企業管理研究所在職專班（財務金融組）(EMBA)（2013年停招） |

## 學生宿舍
長庚大學校區內計有學生宿舍五棟，可提供6145床，就學期間百分之百提供床位，為全國獨有之特色。
學生宿舍為套房式(一寢室、一獨立衛浴)，依學制及年級分配於各棟宿舍，每學期住宿費介於NT$7,000-14,200元，每位學生有自己的獨立書桌、衣櫃及網路節點，每間寢室配備有冷暖氣及室內電話。另各棟樓設有交誼廳、洗衣間、茶水間等及自修室等公共設施，提供學生優良的住宿環境。
- 第一學生宿舍：益德樓、崇德樓、蘊德樓
- 第二學生宿舍：據德樓
- 第三學生宿舍：明德樓

## 行政單位
| 行政單位 | 校長室             | 秘書室     |
| 行政單位 | 人事室             | 會計室     |
| 行政單位 | 環安室             | 體育室     |
| 行政單位 | 教務處             | 學務處     |
| 行政單位 | 總務處             | 研究發展處 |
| 行政單位 | 技術合作處         | 國際事務處 |
| 行政單位 | 台塑企業文物館     | 圖書館     |
| 行政單位 | 資訊中心           | 藝文委員會 |
| 行政單位 | 教職員工福利委員會 |            |

## 教學中心和研究單位

### 研究單位
| 研究單位 | 分子醫學研究中心（含長庚生物標識中心） | 新興病毒感染研究中心       |
| 研究單位 | 綠色科技研究中心                       | 臨床資訊與醫學統計研究中心 |
| 研究單位 | 健康老化研究中心                       | 生醫工程研究中心           |
| 研究單位 | 健康資料研究服務中心                   | 放射醫學研究院             |
| 研究單位 | 可靠度科學技術研究中心                 | 微生物相研究中心           |
| 研究單位 | 分子及臨床免疫中心                     | 人工智慧研究中心           |
| 研究單位 | 經營分析研究中心                       |                            |

### 教學中心
| 教學中心 | 通識教育中心 | 教學資源中心 |
| 教學中心 | 語文中心     |              |

## 外部連結
- 長庚大學 （页面存档备份，存于）